# Typhlodromus obesus
Typhlodromus obesus är en spindeldjursart som beskrevs av Tseng 1983. Typhlodromus obesus ingår i släktet Typhlodromus och familjen Phytoseiidae. Inga underarter finns listade i Catalogue of Life.